# Prospectie (archeologie)

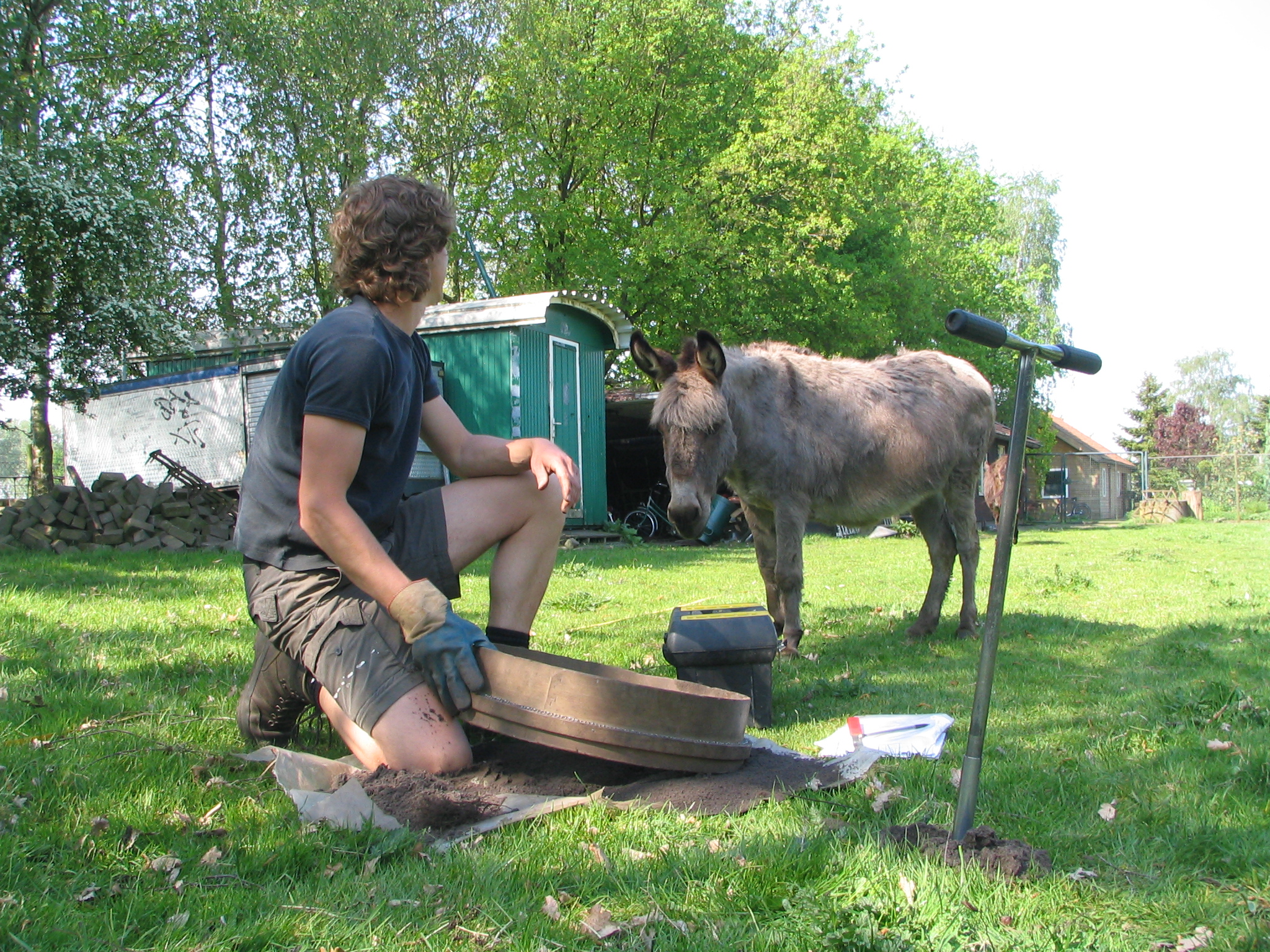
Het zeven van de bodem is een onderdeel van prospectief booronderzoek

Prospectie is een wetenschappelijke discipline die zich bezighoudt met het systematisch opsporen van archeologische resten in de bodem door middel van non-destructieve methoden en technieken. Prospectief onderzoek leidt tot opsporing, begrenzing en waardestelling van archeologische resten zonder deze resten onevenredig te beschadigen. De specifieke technieken, zoals oppervlaktekartering, booronderzoek, geofysisch onderzoek, sonderingen, remote sensing en proefsleuvenonderzoek, bestaan al vele decennia.
In Nederland werden in de jaren zestig en zeventig van de vorige eeuw door de Rijksdienst voor het Oudheidkundig Bodemonderzoek (thans RCE) uitgebreide oppervlaktekarteringen gedaan, onder meer in West-Friesland en op Texel. In de jaren tachtig kwam daar ook booronderzoek bij als prospectiemethode. RAAP Archeologisch Adviesbureau is hierin een voorloper geweest. Voor prospectietechnieken als remote sensing en geofysisch onderzoek is in Nederland minder aandacht geweest dan in de ons omringende landen. 
Archeologisch onderzoek in Nederland is geregeld in de Kwaliteitsnorm Nederlandse Archeologie (KNA). Prospectief onderzoek is onderdeel van het archeologisch vooronderzoek, de eerste stap die genomen wordt binnen de AMZ-cyclus.
Sinds de totstandkoming van het Verdrag van Malta is prospectief onderzoek in Nederland een belangrijk onderdeel geworden van ruimtelijke ontwikkelingen en de daaraan gekoppelde procedures om een bouw-, aanleg- of omgevingsvergunning te verkrijgen. In het genoemde verdrag is immers vastgelegd dat het archeologisch erfgoed beschermd moet worden. Dat dient plaats te vinden via het beleid inzake stedenbouw en landinrichting. Hierbij moet gewaarborgd worden dat archeologische onderzoeken op wetenschappelijke wijze worden verricht. Daarbij moeten zo veel mogelijk non-destructieve onderzoeksmethoden worden toegepast.
Sinds de wijziging van de Monumentenwet in 2007 is archeologie een ruimtelijk aspect waarmee bij de vaststelling van ruimtelijke plannen rekening gehouden dient te worden. De aanvrager van een vergunning moet, als daarom wordt gevraagd, een archeologisch onderzoeksrapport overleggen waarin de archeologische waarde van het terrein in voldoende mate is vastgesteld. Op basis van de resultaten van prospectief onderzoek kan een keuze gemaakt worden voor behoud in de bodem, opgraving van de vindplaats of vrijgave van de locatie voor ontwikkelingen. Deze keuze wordt gemaakt door de bevoegde overheid (het zogenaamde bevoegd gezag), zoals een gemeente of provincie.
Een groot deel van het huidige archeologische onderzoek in Nederland is prospectieonderzoek. Tot het wetenschappelijk onderzoek naar prospectie behoren onder meer het proefschrift van Groenewoudt uit 1994, het door Senter Technologie en Samenleving gefinancierde onderzoek naar de effectiviteit van boorstrategieën uitgevoerd door RAAP, en door NWO-programma Bodemarchief in Behoud en Ontwikkeling gefinancierd onderzoek naar archeologische verwachtingskaarten en naar het gebruik van magnetometrie, remote sensing en chemische prospectie.
Prospectief onderzoek wordt in Nederland uitgevoerd in opdracht van partijen die ingrepen in de bodem plannen, zoals agrariërs, bouwbedrijven en overheden. Het onderzoek mag alleen worden uitgevoerd door bedrijven met een opgravingsvergunning, zoals RAAP Archeologisch Adviesbureau, BAAC en het ADC.